# Waiting for Anya
Waiting for Anya es una película dramática de guerra histórica inglesa-belga de 2020 coescrita y dirigida por Ben Cookson. Es una adaptación cinematográfica de la novela homónima de 1990 de Michael Morpurgo.

## Sinopsis
Durante la Segunda Guerra Mundial, Jo, un joven pastor, junto con la ayuda de una viuda, ayudan a pasar de contrabando a niños judíos a través de la frontera desde el sur de Francia hacia España.

## Reparto
- Noah Schnapp como Jo
- Thomas Kretschmann como el agente nazi
- Frederick Schmidt como Benjamin
- Tómas Lemarquis como el teniente
- Elsa Zylberstein como la madre de Jo
- Gilles Marini como el padre de Jo
- Jean Reno como Henri
- Anjelica Huston como Widow Horcada
- Nicholas Rowe como el alcalde
- Sadie Frost como Madame Jollet
- William Abadie como el padre Lasalle
- Urs Rechn como Hans
- Joséphine de La Baume como Audap
- Jean-François Balmer como el narrador
- Michael Morpurgo como Farmer
- Lukas Sauer (de) como Hans

## Lanzamiento
La película se estrenó en el Festival de Cine Judío de Miami el 16 de enero de 2020, y se estrenó en cines en los Estados Unidos el 7 de febrero de 2020 por Vertical Entertainment  y en el Reino Unido el 21 de febrero de 2020.